# Nabīābād
Nabīābād (persiska: نَبی آباد, نبی آباد) är en ort i Iran.   Den ligger i provinsen Lorestan, i den nordvästra delen av landet, 300 km sydväst om huvudstaden Teheran. Nabīābād ligger 1 824 meter över havet och antalet invånare är 121.
Terrängen runt Nabīābād är varierad.Runt Nabīābād är det tätbefolkat, med 257 invånare per kvadratkilometer. Närmaste större samhälle är Oshtorīnān, 5,6 km öster om Nabīābād. Trakten runt Nabīābād består till största delen av jordbruksmark.